# Liste der Kulturdenkmäler in Weltersburg
In der Liste der Kulturdenkmäler in Weltersburg sind alle Kulturdenkmäler der rheinland-pfälzischen Ortsgemeinde Weltersburg aufgeführt. Grundlage ist die Denkmalliste des Landes Rheinland-Pfalz (Stand: 21. Dezember 2021).

## Denkmalzonen
| Bezeichnung                                         | Lage                              | Baujahr | Beschreibung | Bild            |
| --------------------------------------------------- | --------------------------------- | ------- | --- | --------------- |
| Denkmalzone Mittelalterliche Burganlage Weltersburg | Burgstraße, Oberweg, Turmweg Lage |         | Gesamtanlage von Burgruine, katholischer Pfarrkirche und Efeuturm; zugehörig alle Gebäude westlich der Burgstraße bzw. des Verbindungsweges zwischen Burgstraße und Oberweg | Fotos hochladen |

## Einzeldenkmäler
| Bezeichnung            | Lage                                     | Baujahr                  | Beschreibung | Bild                           |
| ---------------------- | ---------------------------------------- | ------------------------ | --- | ------------------------------ |
| Burgruine              | Burgstraße Lage                          |                          | salische Gründung, seit dem 17. Jahrhundert Ruine: Reste eines Rundturms, des Berings und der Mauerzüge                           | Fotos hochladen                |
| Kriegerdenkmal         | Burgstraße Lage                          | 20. Jahrhundert          | Kriegerdenkmal der Weltkriege | weitere Bilder Fotos hochladen |
| Windrad                | Hauptstraße, Ecke Burgstraße Lage        | 1912                     | Windrad mit Wasserpumpstation, 1912                                                                                               | weitere Bilder Fotos hochladen |
| Brambacher Schlösschen | Hauptstraße 2–3 Lage                     | nach 1552                | auch Reifenberger Schlösschen; Massivbau mit vier Ecktürmen, wohl im Wesentlichen bald nach 1552, hofseitig romanische (?) Spolie | weitere Bilder Fotos hochladen |
| Wohnhaus               | Oberweg 2 Lage                           | 17. oder 18. Jahrhundert | Fachwerkhaus mit Niederlass, teilweise massiv, verkleidet, wohl aus dem 17. oder 18. Jahrhundert                                  | Fotos hochladen                |
| Katholische Kirche     | Turmweg Lage                             |                          | dreiachsiger Saalbau; vor der Kirche Kruzifix, bezeichnet 1888                                                                    | Fotos hochladen                |
| St.-Leonhards-Kapelle  | südlich von Weltersburg an der K 95 Lage | 1863–65                  | kleiner Saalbau, 1863–65; traufseitig Kruzifix, bezeichnet 1888; zugehöriger Kreuzweg siehe Liste der Kulturdenkmäler in Salz     | weitere Bilder Fotos hochladen |